# هنري سيرز
هنري سيرز هو مهندس معماري كندي، ولد في 1929 في تورونتو في كندا، وتوفي في 19 مارس 2003.